# Comuna Jadanî, Illinți
Jadanî (în ucraineană Жадани) este o comună în raionul Illinți, regiunea Vinnița, Ucraina, formată din satele Jadanî (reședința) și Soroka.

## Demografie
Componența lingvistică a satului Jadanî
     Ucraineană (98,42%)
     Rusă (1,46%)
     Alte limbi (0,06%)
Conform recensământului din 2001, majoritatea populației satului Jadanî era vorbitoare de ucraineană (98,42%), existând în minoritate și vorbitori de rusă (1,46%).